# Capitaniano
| Periodo                                                                                    | Epoca               | Piano          | Età (Ma)      |
| ------------------------------------------------------------------------------------------ | ------------------- | -------------- | ------------- |
| Triassico                                                                                  | Triassico inferiore | Induano        | Più recente   |
| Permiano                                                                                   | Lopingiano          | Changhsingiano | 254,14 ± 0,07 |
| Permiano                                                                                   | Lopingiano          | Wuchiapingiano | 259,51 ± 0,21 |
| Permiano                                                                                   | Guadalupiano        | Capitaniano    | 264,28 ± 0,16 |
| Permiano                                                                                   | Guadalupiano        | Wordiano       | 266,9 ± 0,4   |
| Permiano                                                                                   | Guadalupiano        | Roadiano       | 274,4 ± 0,4   |
| Permiano                                                                                   | Cisuraliano         | Kunguriano     | 283,3 ± 0,4   |
| Permiano                                                                                   | Cisuraliano         | Artinskiano    | 290,1 ± 0,26  |
| Permiano                                                                                   | Cisuraliano         | Sakmariano     | 293,52 ± 0,17 |
| Permiano                                                                                   | Cisuraliano         | Asseliano      | 298,9 ± 0,15  |
| Carbonifero                                                                                | Pennsylvaniano      | Gzheliano      | Più antico    |
| Suddivisione del Permiano secondo la Commissione internazionale di stratigrafia dell'IUGS. |                     |                |               |

Nella scala dei tempi geologici il Capitaniano è l'ultimo dei tre piani o piani in cui è suddiviso il Guadalupiano, la seconda delle tre epoche che costituiscono il periodo Permiano.  
Il Capitaniano è compreso tra 265,8 ± 0,7 e 260,4 ± 0,7 milioni di anni fa (Ma). È preceduto dal Wordiano e seguito dal Wuchiapingiano, il primo piano del successivo Lopingiano.

## Etimologia
Il piano Capitaniano deriva il suo nome dal "Capitan Reef" (la scogliera del Capitano) situata nei Monti Guadalupe, in Texas.          
La denominazione fu introdotta nella letteratura scientifica nel 1904 da George Burr Richardson, ma fu utilizzata per la prima volta come suddivisione stratigrafica del Guadalupiano nel 1961; entrambi i nomi però erano usati solo regionalmente nel sud degli Stati Uniti. Il piano fu proposto nel 1999 e ufficialmente approvato dalla IUGS nel 2001.

## Definizioni stratigrafiche e GSSP
La base del Capitaniano è definita dalla prima comparsa negli orizzonti stratigrafici dei conodonti della specie Jinogondolella postserrata, in un continuum evolutivo dalla Jinogondolella aserrata.
Il limite superiore, nonché base del successivo piano Wuchiapingiano e dell'epoca del Lopingiano, è dato dalla prima comparsa del conodonte  Clarkina postbitteri postbitteri. 

### GSSP
Il GSSP, il profilo stratigrafico di riferimento della Commissione Internazionale di Stratigrafia, è identificato in una sezione della "Bell Canyon Formation", posizionata sul versante sud appena al di sotto della sommità della Nipple Hill, nei Monti Guadalupe, in Texas. Le coordinate sono: latitudine 31.9091°N e longitudine 104.7892°W.

## Suddivisioni biostratigrafiche
Il Capitaniano contiene un biozona di ammoniti (Timorites) e tre biozone a conodonti:
- zona della Clarkina postbitteri hongshuiensis
- zona della Jinogondolella altudaensis
- zona della Jinogondolella postserrata

Anche per i fusulinidae è possibile operare una suddivisione in due biozone:
- zona della Rausserella
- zona della Afganella schenki